# Cinara laricicola
Cinara laricicola är en insektsart som först beskrevs av Matsumura 1917.  Cinara laricicola ingår i släktet Cinara och familjen långrörsbladlöss. Inga underarter finns listade i Catalogue of Life.